# Прісечауа
Прісечауа (рум. Prisăceaua) — село у повіті Мехедінць в Румунії. Входить до складу комуни Опрішор.
Село розташоване на відстані 239 км на захід від Бухареста, 49 км на південний схід від Дробета-Турну-Северина, 57 км на захід від Крайови.

## Населення
За даними перепису населення 2002 року у селі проживали 598 осіб, усі — румуни. Усі жителі села рідною мовою назвали румунську.